# Fundadores de Itambacuri
Frei Serafim de Gorizia (Gorizia, 29 de Maio de 1829 – Itambacuri, 3 de Dezembro de 1918) e Frei Ângelo de Sassoferrato (Sassoferrato, 10 de Abril de 1846 – Itambacuri, 2 de Junho de 1926) foram padres missionários da Ordem dos Capuchinhos e fundadores da cidade de Itambacuri, Minas Gerais. 

## Biografias

### Frei Serafim
Frei Serafim nasceu na cidade de Gorizia, então território austríaco, mas que passou a integrar a Itália. Foi batizado como João Batista Madon. Seus pais eram Antônio Madon e Anna Maria Gomesck. Sua família pertencia ao alto escalão do governo austríaco. 

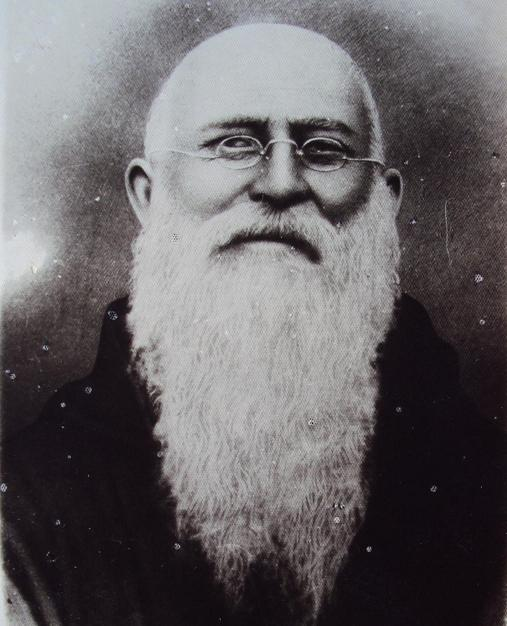
Frei Serafim de Gorizia

Formou-se Engenheiro aos 20 anos de idade destacando-se, principalmente, em áreas como Ciências Sociais, Letras Filosóficas e Matemáticas. Com essas habilidades, venceu concurso para chefe de uma seção no Império Austro-Húngaro. Em um lugar de destaque e com sua competência, acabou despertando o respeito do imperador Francisco José. O Imperador, ao tomar decisões importantes, costumava consultar a João Batista.
Em janeiro de 1858 foi enviado à Lombardia como chefe de uma comissão do império. João Batista conheceu então Giuseppe Garibaldi e foi por ele convidado a integrar a Carbonária, mas recusou. Foi na Lombardia que ele pôde conhecer de perto alguns membros da ordem criada por São Francisco e também refletir sobre a vocação religiosa, já manifestada. 
Ainda em 1858, no dia 4 de maio, ingressou na Ordem dos Frades Menores Capuchinhos, na província de São Carlos, recebendo assim o nome de Frei Serafim de Gorizia.
Ao saber da decisão de João Batista, agora Frei Serafim, o imperador ordenou o envio de um médico ao convento do noviciado para que avaliasse se o jovem estava sofrendo das faculdades mentais. Se assim fosse, determinou o imperador, que o tirassem de lá e dessem o devido tratamento. 
Após a realização de exames, foi considerado que Frei Serafim estava em perfeitas condições. O frei disse ao médico: “agradeço penhorado os cuidados do soberano, a quem dirá que estou gozando perfeita saúde e a paz, que só Deus sabe dar. Lamento, apenas, não ter conhecido antes este tesouro”. 
No dia 30 de maio de 1859 fez a profissão simples e, decorridos os três anos prescritos, em 31 de maio de 1862, fez a profissão de votos solenes – por meio da qual o religioso consagra seu compromisso com a Ordem. 
Por ser poliglota, Frei Serafim foi enviado a Trieste e incumbido da pregação para as minorias que ali existiam. O frei falava alemão, italiano, francês, esloveno, espanhol e, mais tarde, aprendeu também o português. 
Teve início assim o seu ministério. Com o sucesso alcançado, Frei Serafim foi enviado como pregador e confessor à província dos Capuchinhos da Estíria-Ilíria, no Vale do Danúbio, na Áustria, com a carta obediencial de 1868.
Ficou neste posto por alguns anos. Suas atividades o tornaram apóstolo de todas as classes, bastante admirado, mas o sonho do Frei não era este. Ele queria ir além das fronteiras da Europa e levar seu apostolado onde fosse mais necessário.
Assim, em 18 de janeiro de 1871, chega a Roma com o objetivo de fazer parte das missões. Na cidade ele dispunha de meios para se preparar e seguir em missão ao Chile, como pretendia. 
E foi nessa situação que ele e Frei Ângelo se conheceram.

### Frei Ângelo
Frei Ângelo nasceu em Colle della Noce, um povoado que pertencia à cidade de Sassoferrato, na Província de Ancona, Itália. Foi batizado como Afonso Censi. Seus pais eram Lourenço Censi e Balduína Garofali. 

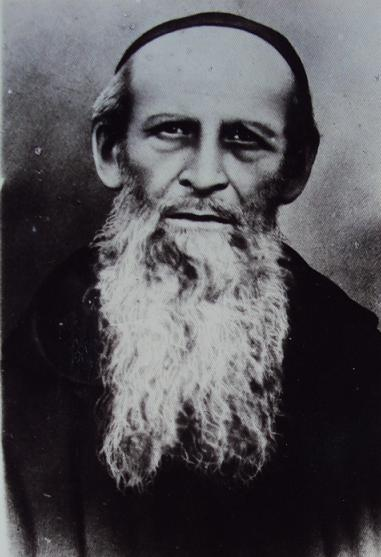
Frei Ângelo de Sassoferrato

Afonso era de família pobre. Recebeu desde cedo educação cristã e freqüentava a igreja diariamente. Gostava do ar místico dos conventos, onde ia constantemente em visita a dois tios: um Franciscano Observante e outro Capuchinho. 
Nessas visitas, o jovem Afonso começou a admirar o modo de vida daqueles filhos de São Francisco. Aos 16 anos ingressou na ordem dos Menores Capuchinhos, vestindo o burel de São Francisco no dia 21 de novembro de 1863. Iniciou o noviciado no convento de Camerino com o nome de Frei Ângelo de Sassoferrato. 
Nessa época, a Itália aspirava à sua independência e unificação. Aproveitando-se desse ensejo, seitas secretas desencadearam perseguição às ordens religiosas. Frei Ângelo fez os votos perpétuos no dia 21 de novembro de 1864 e, no ano seguinte, devido às convulsões revolucionárias e à supressão das ordens religiosas, foi obrigado a deixar sua pátria, indo para a França e, mais tarde, para a Suíça. 
Durante seis anos continuou seus estudos aprofundando-se nas ciências filosóficas e teológicas, sob a direção do capuchinho italiano Frei José Fidélis, ex-definidor da ordem.
No dia 2 de abril de 1870 recebeu a unção sacerdotal. Mudou-se, então, para Grenoble, na França, e depois para Lucerna, na Suíça. No pouco tempo em que ficou em Lucerna, Frei Ângelo aprendeu elementos da língua alemã.  
Nesse período, a Itália ainda enfrentava séria crise. Os religiosos se defrontavam com litígios que envolviam política e organizações como a maçonaria. Foi nesse ambiente que nasceu em Frei Ângelo a vontade de servir em missões. O próprio diretor, Frei Fidélis, reconhecendo suas qualidades, incentivou-o neste propósito. E ele assim fez.
Antes de seguir viagem para Roma, para tentar se inserir em alguma missão, Frei Ângelo passou por Sassoferrato e Colle della Noce, onde pôde rever sua mãe. Ele não a encontrava fazia oito anos, desde que se tornou sacerdote. A visita foi também uma despedida. Ele sabia que, indo para alguma missão, de lá não retornaria.
Sendo assim, no ano de 1871 estava em Roma, no Colégio São Fidélis, onde os futuros missionários se preparavam para partir. Frei Ângelo se apresentou com apenas uma carta de seu mestre.

## O encontro dos Missionários
Frei Serafim e Frei Ângelo se conheceram no Colégio São Fidélis enquanto se preparavam para as missões. 
Frei Serafim pediu aos superiores para ser incorporado aos missionários que partiriam para o Chile, mas foi determinado seu embarque para o Brasil. Frei Ângelo não tinha preferências com relação ao destino. 
Frei Serafim tinha então 43 anos e era um sacerdote experiente. Frei Ângelo tinha 27 e não conhecia muito além dos conventos. 
Já em janeiro de 1872, Frei Serafim passeava pelo claustro do Colégio São Fidélis quando Frei Ângelo veio a seu encontro. Os dois não se conheciam e Frei Serafim perguntou-lhe o nome. Frei Ângelo respondeu e foi questionado se tinha algum país de preferência para o trabalho nas missões. 
Ao responder que não, Frei Serafim o convidou a seguir com ele para o Brasil, pois procurava um companheiro que lhe ajudasse nas atividades missionárias. Frei Ângelo, que aguardava uma indicação do destino (ou divina), respondeu que sim.
Em 6 de fevereiro de 1872 eles receberam do superior-geral as “letras obedienciais”, estando assim nomeados como missionários apostólicos para o Brasil.

## Partida para o Brasil
Antes de saír de Roma, os futuros missionários, cientes da responsabilidade que acabavam de assumir, prostraram-se em oração diante do túmulo de São Pedro e São Paulo, pedindo a Deus as graças necessárias ao êxito da missão.
Em seguida, o Papa Pio IX os recebeu para dar a bênção apostólica. O três conversaram por alguns minutos e o Papa se despediu com as palavras que Frei Ângelo registrou em seu caderno de anotações: “Ide, filhos caríssimos, evangelizai os indígenas e trazei-os ao aprisco do Senhor. A bênção de Deus e a Nossa Apostólica vos anime, vos fortaleça e vos ampare”. 
No dia 19 de fevereiro os dois missionários partiram para Civitavecchia, onde embarcaram num pequeno navio costeiro que os levaria a Gênova. No porto da cidade encontraram o vapor Poitou, da companhia francesa Société Générale des Transports Maritimes à Vapeur, e a 10 de março seguiram para o Brasil.
O navio chegou ao Brasil após 25 dias de viagem. Os missionários seguiram para o convento do Morro do Castelo, no Rio de Janeiro, onde chegaram de surpresa. Eles foram recebidos com alegria pelo então comissário-geral Revmo. Frei Caetano de Messina e pelos demais religiosos da comunidade.

## A Missão
Frei Serafim e Frei Ângelo ficaram no Rio de Janeiro apenas pelo tempo necessário para se orientarem acerca da missão e aprenderem os primeiros elementos da língua do país. 
O governo tinha pressa em enviar missionários para ajudar a resolver uma séria situação que envolvia os índios da região do Mucuri, em Minas Gerais. Os missionários seriam responsáveis por chamar os índios da mata ao convívio da civilização e acabar com os repetidos massacres e incursões que espalhavam o terror. 
O Ministro dos Negócios da Agricultura, Comércio e Obras Públicas – Barão de Itaúna – através da portaria baixada em 7 de junho de 1872, encarregou Frei Serafim de Gorízia da catequese dos indígenas nas colônias do Mucuri. 
Ao mesmo tempo o Ministro comunicou ao Revmo. Comissário-geral dos missionários capuchinhos, Frei Caetano de Messina, a nomeação e requisição dos dois novos missionários. Por sua vez, Frei Caetano entregou-lhes as cartas obedienciais, discriminando as respectivas atribuições e confortando-os com sua bênção. 
Alguns dias depois os missionários seguiram para Ouro Preto, então capital de Minas Gerais, onde receberiam instruções do diretor-geral de proteção aos índios, Sr. Brigadeiro Antônio Luís de Magalhães Mosqueira. 
Para chegar a Ouro Preto seguiram até Juiz de Fora por estrada de ferro. Lá, foram recebidos pelo sargento Torquato Donato de Sousa Bicalho que, por ordem do diretor-geral, os levou a Ouro Preto. Esta parte da viagem foi feita a cavalo.
Frei Serafim e Frei Ângelo permaneceram em Ouro Preto por dois meses. Durante este período puseram-se a par da situação envolvendo índios e governo. Também aproveitaram para obter os conhecimentos indispensáveis ao bom desempenho da missão.
Providos de boa cavalhada e do necessário para a viagem, seguiram rumo a Filadélfia, hoje Teófilo Otoni, acompanhados pelo Sargento Torquato e por mais dois mestres. O itinerário a ser seguido era: Mariana – Morro do Pilar – Santa Maria de São Félix - Capelinha – Filadélfia.

## Nasce Itambacuri
A viagem a cavalo durou 20 dias. A época do ano não era a melhor para uma incursão como aquela e as chuvas tornaram o caminho ainda mais penoso. Chegando a Filadélfia os freis tinham a missão de procurar o lugar ideal para instalar o aldeamento, desbravando as matas do Vale do Mucuri. 
O povo de Filadélfia saudou com alegria a chegada dos franciscanos, na esperança de que ali ficassem. Mas não foi assim. Os missionários cumpriram as ordens recebidas ao saírem da capital do Império e deixaram o povoado de Filadélfia, retirando-se para a fazenda do Capitão Leonardo Esteves Otoni, distante de lá cerca de 25 quilômetros.
Capitão Leonardo se relacionava com algumas tribos de índios. Os Freis ficaram na fazenda por seis meses aprendendo, colhendo informações, fazendo observações, elaborando projetos e explorando a floresta à procura do melhor lugar para estabelecerem o aldeamento. Este lugar deveria servir como ponto estratégico para reunir diversas tribos de índios que vagavam nas imensas matas.
A floresta na região era densa, de mata fechada. Domingos Pacó , filho das florestas da região, descrevia desta forma: “Era esta zona um lugar intransitável. Percorriam-no somente índios como: Crakeatan, Mucurim, Nhanhã, Catolés, Potão, Nacrechés, Aranãs e as feras bravias”. 
Para se achar um local conveniente e de acordo com as instruções recebidas dos órgãos governamentais, era preciso estudar a região e percorrer a floresta bruta, tarefa difícil principalmente para dois freis – ainda mal aclimatados e nada familiarizados com semelhante empreitada. E ainda se deve levar em conta os grandes perigos que a selva oferecia. 
Aos freis foram sugeridos alguns sítios como Potão, cujos terrenos ótimos estavam ocupados pelo Capitão Leonardo Esteves Otoni, a quem seria preciso indenizar. Os sítios Saudade, Planície e Cana Brava também apareceram como opção, mas não possuíam os requisitos exigidos e recomendados pelo governo Imperial. Tais sugestões partiam de interessados que, mais tarde, se revelaram inimigos da catequese.
O tempo passava e Frei Serafim se preocupava em encontrar logo o tal lugar. Na margem do rio São Mateus, o Frei mandou fazer uma derrubada, ajudado nesta tarefa pelos índios Potões, com os quais tinha estabelecido certa relação. Esses índios informaram a Frei Serafim da existência de um lugar muito melhor, não muito distante dali, rico em águas e com abundante caça e pesca.
O que os índios disseram seria exatamente o tipo de lugar procurado por Frei Serafim e seu grande auxiliar Frei Ângelo. O local ficava a 25 quilômetros de onde eles estavam. 
Frei Serafim abandonou então o rio São Mateus e seguiu com os índios tomando o caminho indicado por eles. 
Na tarde do dia 19 de fevereiro de 1873, Frei Serafim, Frei Ângelo e o grupo que os acompanhavam chegaram ao alto da serra que divide as águas dos rios Itambacuri e Córrego d’Areia. 
Do alto dava pra ver o soberbo vale que lhes extasiava a vista. Era um panorama imponente de beleza selvagem. O Frei compreendeu ser aquele o lugar indicado pela vontade de Deus para plantar o marco da fundação do aldeamento e a tenda do seu apostolado. 
Na ocasião, Frei Serafim profetizou: “Daqui não sairei jamais!”
A notícia de que os frades já se encontravam em Itambacuri, centro das matas virgens, onde nenhum não-índio havia chegado, correu longe e os índios começaram a afluir. 
Nestes tempos já corria o mês de março. Com a aproximação da Páscoa, que nesse ano cairia no dia 13 de abril, os freis resolveram então celebrar uma Missa em comemoração. 
O lugar escolhido para a celebração foi a encosta do morro próximo ao Córrego dos Engenhos, onde foi feita a primeira derrubada e foram erguidos os primeiros ranchos. A missa foi celebrada em companhia de civilizados e selvagens.
Assim, o dia 13 de abril de 1873 é considerado o dia da fundação da cidade de Itambacuri. A partir daí seguiu-se uma série de trabalhos orientados sempre pela vocação e perseverança dos frades para a instalação da catequese. Foram muitas as dificuldades enfrentadas desde o início, mas eles sabiam que o projeto era maior que os problemas - como de fato acontece nas grandes obras.